# Parti vert des Fidji
Le Parti vert des Fidji est un parti politique aux Fidji. Le parti est créé en novembre 2008 par l'ancienne ministre du régime intérimaire Bernadette Ganilau. Comme d'autres partis verts, le parti a suivi les principes de « sagesse écologique, de justice sociale et de non-violence, de démocratie participative et de durabilité » ».

## Historique
En janvier 2013, le régime soutenu par l'armée promulge de nouvelles réglementations régissant l'enregistrement des partis politiques, exigeant que tous les partis comptent au moins 5 000 membres. Tous les partis existants ont dû se réenregistrer en vertu de la nouvelle réglementation. Le parti n'était pas l'un des deux partis à se réenregistrer et, par conséquent, a été dissous et ses actifs confisqués au profit de l'État.